# Demodex erminae
Demodex erminae är en spindeldjursart som beskrevs av Hirst 1919. Demodex erminae ingår i släktet Demodex och familjen Demodecidae. Inga underarter finns listade i Catalogue of Life.